# Ellhofer Moos
Ellhofer Moos bzw. Moos oder Ellhofen-Moos (westallgäuerisch: Ellhofnar Moos) ist ein Gemeindeteil des Markts Weiler-Simmerberg im  bayerisch-schwäbischen Landkreis Lindau (Bodensee).

## Geographie
Das Dorf liegt circa zwei Kilometer nordöstlich des Hauptorts Weiler im Allgäu und zählt zur Region Westallgäu. Nordwestlich des Ortes befindet sich der Findling östlich von Lindenberg.

## Ortsname
Der Ortsname bezieht sich auf ein Moos und bedeutet (Siedlung am) sumpfigen Land.

## Geschichte
Das Moos gehörte der Herrschaft Ellhofen und der späteren Gemeinde Ellhofen an und galt als nasse Wiesengegend. Im Jahr 1768 wurde hier, vom Oberamt Bregenz angeordnet, die Straße von Weiler über Auers nach Isny gebaut. 1786 fand die Vereinödung in Ellhofen statt. 1788 zog mit Anton Eser der erste Siedler ins Ellhofer Moos.

„Guet, guet! Ma isch dött duß it gli dr Mindscht, wie z’Wilar!“

„Gut, gut! Man ist dort draußen nicht immer gleich der schlimmste, wie in Weiler.“

Im Folgenden siedelten immer mehrere Höfe und eine Ziegelei an. Die offizielle Bezeichnung des Orts im Oberamt Bregenz lautete Quarthofen, was in etwa Viertelhof bedeutete. Es setzte sich jedoch später die umgangssprachliche Bezeichnung Ellhofer Moos durch. Mit der Eröffnung der Bahnstrecke Röthenbach–Weiler 1893 erhielt der Ort einen zusätzlichen Aufschwung.